# 衣帽架
衣帽架是一种可以用來悬挂衣服、帽子的架子，一般由木头制成。有一種比較簡易的衣帽架，它由木頭和掛鉤組成，木頭首先裝在墻壁上，再在木頭上裝上一組掛鉤。還有一種直立式衣帽架，它擁有一个单独的柱子，柱子下是一个坚固的底座，底座可以阻止衣帽架傾倒。挂钩位於柱子顶部。

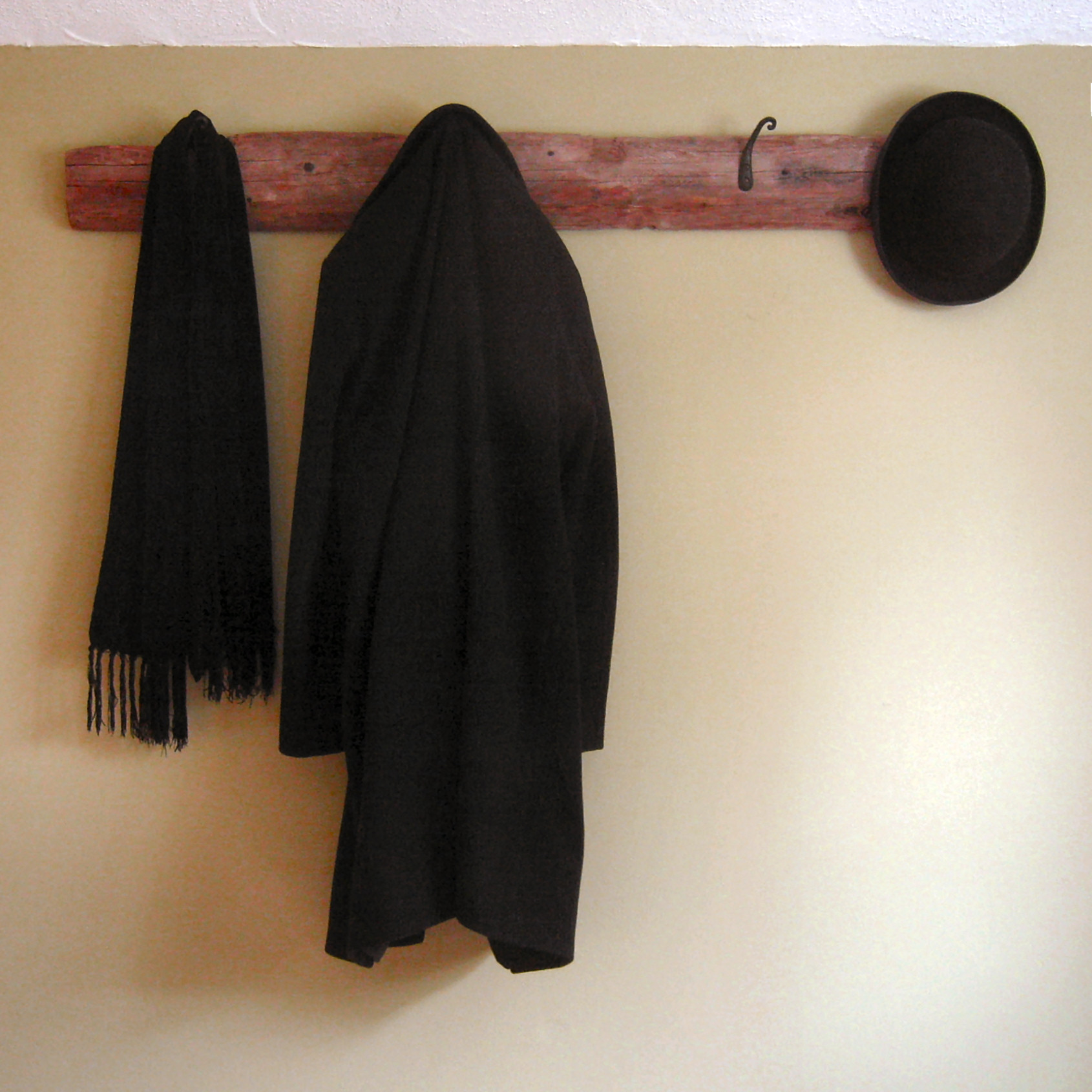
一个衣帽架

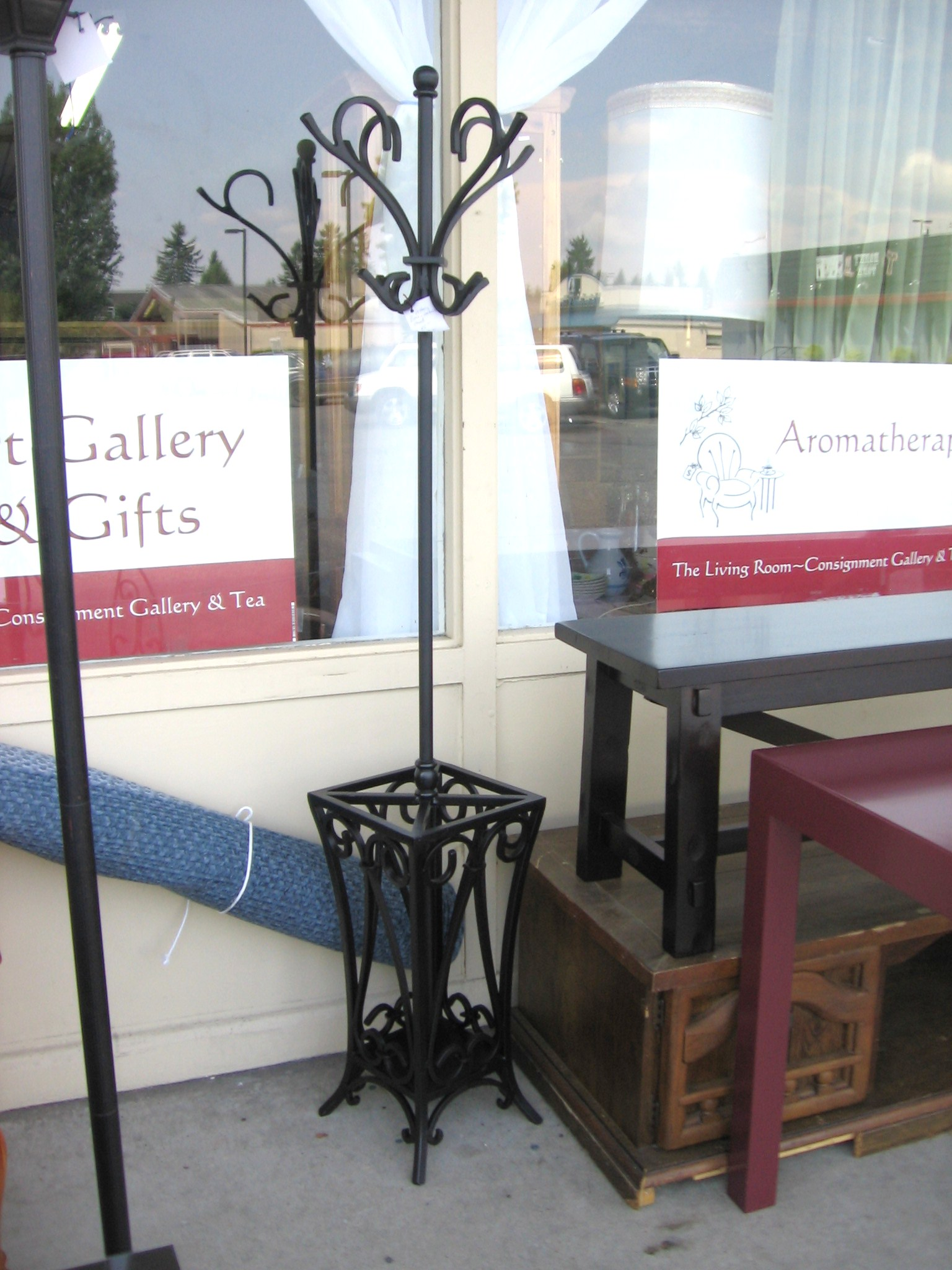
直立式衣帽架和伞架